# Mistrzostwa Świata w Lekkoatletyce 1995 – skok w dal kobiet
Skok w dal kobiet – jedna z konkurencji rozgrywanych podczas mistrzostw świata w lekkoatletyce w 1995. Kwalifikacje odbyły się 5 sierpnia, a finał został rozegrany 6 sierpnia.
Do kwalifikacji zgłoszonych zostało 40 zawodniczek z 30 państw.
Zawody w tej konkurencji wygrała reprezentantka Włoch Fiona May. Drugą pozycję zajęła zawodniczka z Kuby Niurka Montalvo, trzecią zaś reprezentująca Rosję Irina Muszaiłowa.

## Wyniki

### Kwalifikacje
Grupa A
| Miejsce | Zawodniczka        | Państwo           | Podejście | Podejście | Podejście | Wynik | Uwagi |
| Miejsce | Zawodniczka        | Państwo           | #1        | #2        | #3        | Wynik | Uwagi |
| ------- | ------------------ | ----------------- | --------- | --------- | --------- | ----- | ----- |
| 1.      | Fiona May          | Włochy            | 6,76      | –         | –         | 6,76  |       |
| 2.      | Heike Drechsler    | Niemcy            | 6,70      | –         | –         | 6,70  |       |
| 3.      | Niurka Montalvo    | Kuba              | X         | 6,69      | 5,35      | 6,69  |       |
| 4.      | Irina Muszaiłowa   | Rosja             | 6,63      | 6,41      | –         | 6,63  |       |
| 5.      | Ołena Chłopotnowa  | Ukraina           | 6,63      | 6,26      | 6,38      | 6,63  |       |
| 6.      | Jackie Edwards     | Bahamy            | 6,59      | 6,51      | 6,22      | 6,59  |       |
| 7.      | Chantal Brunner    | Nowa Zelandia     | X         | 6,53      | X         | 6,53  |       |
| 8.      | Nicole Boegman     | Australia         | 6,31      | X         | 6,51      | 6,51  |       |
| 9.      | Niki Ksantu        | Grecja            | 6,50      | X         | 6,30      | 6,50  |       |
| 10.     | Ludmiła Gałkina    | Rosja             | 6,23      | 6,38      | 6,49      | 6,49  |       |
| 11.     | Yao Weili          | Chiny             | 6,49      | X         | X         | 6,49  |       |
| 12.     | Andrea Ávila       | Argentyna         | 6,39      | 6,34      | 6,29      | 6,39  |       |
| 13.     | Valentīna Gotovska | Łotwa             | 6,31      | 5,84      | 6,32      | 6,32  |       |
| 14.     | Sharon Couch       | Stany Zjednoczone | 5,96      | 6,30      | X         | 6,30  |       |
| 15.     | Ksenija Predikaka  | Słowenia          | X         | X         | 6,30      | 6,30  |       |
| 16.     | Dionne Rose        | Jamajka           | 6,07      | X         | X         | 6,07  |       |
| 17.     | Elma Muros         | Filipiny          | 6,01      | X         | X         | 6,01  |       |
| 18.     | Nilufar Yesamin    | Bangladesz        | 5,40      | X         | 5,20      | 5,40  |       |
| –       | Pastora Chávez     | Honduras          | X         | X         | X         | NM    |       |
| –       | Tünde Vaszi        | Węgry             | X         | X         | X         | NM    |       |

Grupa B
| Miejsce | Zawodniczka          | Państwo                              | Podejście | Podejście | Podejście | Wynik | Uwagi |
| Miejsce | Zawodniczka          | Państwo                              | #1        | #2        | #3        | Wynik | Uwagi |
| ------- | -------------------- | ------------------------------------ | --------- | --------- | --------- | ----- | ----- |
| 1.      | Olga Rublowa         | Rosja                                | 6,74      | X         | X         | 6,74  |       |
| 2.      | Inesa Kraweć         | Ukraina                              | 6,66      | 6,73      | –         | 6,73  |       |
| 3.      | Jackie Joyner-Kersee | Stany Zjednoczone                    | 6,33      | 6,73      | –         | 6,73  |       |
| 4.      | Wiktorija Werszynina | Ukraina                              | 6,72      | X         | –         | 6,72  |       |
| 5.      | Agata Karczmarek     | Polska                               | 6,27      | 6,44      | 6,54      | 6,54  |       |
| 6.      | Valentina Uccheddu   | Włochy                               | 6,42      | X         | 6,53      | 6,53  |       |
| 7.      | Marieke Veltman      | Stany Zjednoczone                    | 6,50      | 6,13      | X         | 6,50  |       |
| 8.      | Patience Itanyi      | Nigeria                              | 6,15      | 6,46      | 6,07      | 6,46  |       |
| 9.      | Lacena Golding       | Jamajka                              | 6,42      | X         | 6,45      | 6,45  |       |
| 10.     | Nadine Caster        | Francja                              | 6,43      | X         | 6,19      | 6,43  |       |
| 11.     | Renata Nielsen       | Dania                                | X         | X         | 6,42      | 6,42  |       |
| 12.     | Claudia Gerhardt     | Niemcy                               | X         | 6,40      | X         | 6,40  |       |
| 13.     | Flora Hyacinth       | Wyspy Dziewicze Stanów Zjednoczonych | 6,36      | X         | X         | 6,36  |       |
| 14.     | Ljudmiła Ninowa      | Austria                              | X         | 6,22      | 6,32      | 6,32  |       |
| 15.     | Fatma Yuksel-Dulkan  | Turcja                               | X         | 6,22      | X         | 6,22  |       |
| 16.     | Béryl Laramé         | Seszele                              | 5,50      | X         | X         | 5,50  |       |
| 17.     | Deborah Rugama       | Nikaragua                            | X         | 4,67      | 4,88      | 4,88  |       |
| –       | Heli Koivula         | Finlandia                            | X         | X         | X         | NM    |       |
| –       | Wula Patulidu        | Grecja                               | X         | X         | X         | NM    |       |
| –       | Siulolo Liku         | Tonga                                | X         | X         | X         | NM    |       |

### Finał
| Miejsce | Zawodniczka          | Państwo           | Podejście | Podejście | Podejście | Podejście | Podejście | Podejście | Wynik | Uwagi |
| Miejsce | Zawodniczka          | Państwo           | #1        | #2        | #3        | #4        | #5        | #6        | Wynik | Uwagi |
| ------- | -------------------- | ----------------- | --------- | --------- | --------- | --------- | --------- | --------- | ----- | ----- |
| 01 !    | Fiona May            | Włochy            | 6,93      | X         | 6,87      | X         | 6,64      | 6,98      | 6,98  |       |
| 02 !    | Niurka Montalvo      | Kuba              | 6,42      | X         | 6,70      | 6,62      | X         | 6,86      | 6,86  |       |
| 03 !    | Irina Muszaiłowa     | Rosja             | 6,75      | 6,52      | 6,82      | X         | 6,76      | 6,83      | 6,83  |       |
| 4.      | Olga Rublowa         | Rosja             | 6,61      | 6,65      | 6,78      | 6,77      | 6,68      | 6,31      | 6,78  |       |
| 5.      | Valentina Uccheddu   | Włochy            | X         | 6,76      | X         | X         | 6,74      | 6,40      | 6,76  |       |
| 6.      | Jackie Joyner-Kersee | Stany Zjednoczone | 6,74      | X         | 6,69      | 6,25      | 6,59      | 6,46      | 6,74  |       |
| 7.      | Agata Karczmarek     | Polska            | X         | 5,57      | 6,71      | 5,96      | 6,71      | 6,56      | 6,71  |       |
| 8.      | Wiktorija Werszynina | Ukraina           | X         | 6,66      | X         | 6,62      | 3,56      | 6,41      | 6,66  |       |
| 9.      | Heike Drechsler      | Niemcy            | X         | X         | 6,64      | NQ        | NQ        | NQ        | 6,64  |       |
| 10.     | Inesa Kraweć         | Ukraina           | X         | 6,57      | X         | NQ        | NQ        | NQ        | 6,57  |       |
| 11.     | Ołena Chłopotnowa    | Ukraina           | X         | 6,53      | 6,31      | NQ        | NQ        | NQ        | 6,53  |       |
| 12.     | Chantal Brunner      | Nowa Zelandia     | X         | X         | 6,43      | NQ        | NQ        | NQ        | 6,43  |       |
| –       | Jackie Edwards       | Bahamy            | X         | X         | X         | NQ        | NQ        | NQ        | NM    |       |